# Ischnocoelia fulva
Ischnocoelia fulva är en stekelart som först beskrevs av Schulthess 1910.  Ischnocoelia fulva ingår i släktet Ischnocoelia och familjen Eumenidae. Utöver nominatformen finns också underarten I. f. major.